# Александров, Владимир Александрович (музыкант)
Влади́мир Алекса́ндрович Александров (26 июля 1910, Тверь — 8 ноября 1978, Москва) — советский музыкант, общественный и политический деятель, депутат Верховного Совета РСФСР. Заслуженный артист РСФСР (1949). Заслуженный деятель искусств РСФСР (1960).

## Биография
Родился 26 июля 1910 года в Твери, где его отец Александр Васильевич Александров, работал в хоре. Начал петь в церковном мальчишеском хоре под руководством отца. Одновременно занимался в музыкальной школе.
В 1931 году поступил в Московскую консерваторию, из которой выпустился в 1938 году. С этого же года по 1942 год работал в ансамбле Московского военного округа заместителем художественного руководителя и дирижёра.
Избирался депутатом Верховного Совета РСФСР I созыва от Истринского избирательного округа Московской области (1938—1947).
С 1942 года работал в Краснознаменном ансамбле песни и пляски Советской Армии руководителем и дирижёром оркестра до 1968 года. Помимо должности дирижёра был композитором, сочинил несколько произведений для репертуара ансамбля.
Умер 8 ноября 1978 года. Похоронен на Новодевичьем кладбище.